# DXen

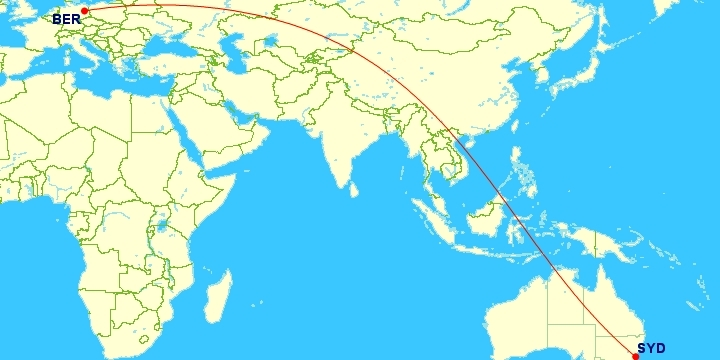
Ausbreitungslinie für eine Funkverbindung Berlin–Sydney (kurzer Weg) über Almaty und Hanoi, Distanz etwa 16.000 km

DXen (von DX für „distance“ oder „distant exchange“) bedeutet in der Amateurfunkbetriebstechnik, zu versuchen, weit entfernte Sender zu empfangen oder mit einer weit entfernten Funkstation in Verbindung zu treten. Im Jargon spricht man in diesem Zusammenhang auch davon, weit entfernte Stationen zu „arbeiten“.

## Grundlagen
Der Empfang von weit entfernten Sendeanlagen wird durch Reflexionen der Radiowellen an der Ionosphäre ermöglicht (Lang-, Mittel- und Kurzwelle), während im UKW-Bereich zeitweilige Überreichweiten in der Troposphäre oder der Ionosphäre (Sporadic-E) den Empfang ermöglichen. Das Reflexionsverhalten der Ionosphäre ist von der Tages- und Jahreszeit sowie der Sonnenaktivität (Sonnenflecken) abhängig. Erfahrungsgemäß bietet insbesondere die Greyline, also die Tag-Nacht-Grenze (Terminator) sehr gute Bedingungen für den Fernempfang (Greyline-DX). Als Spezialgebiet der Meteorologie gibt es für Ausbreitungsbedingungen einen Funk-Wetterbericht sowie Ausbreitungsvorhersagen.

## DX im Amateurfunkdienst

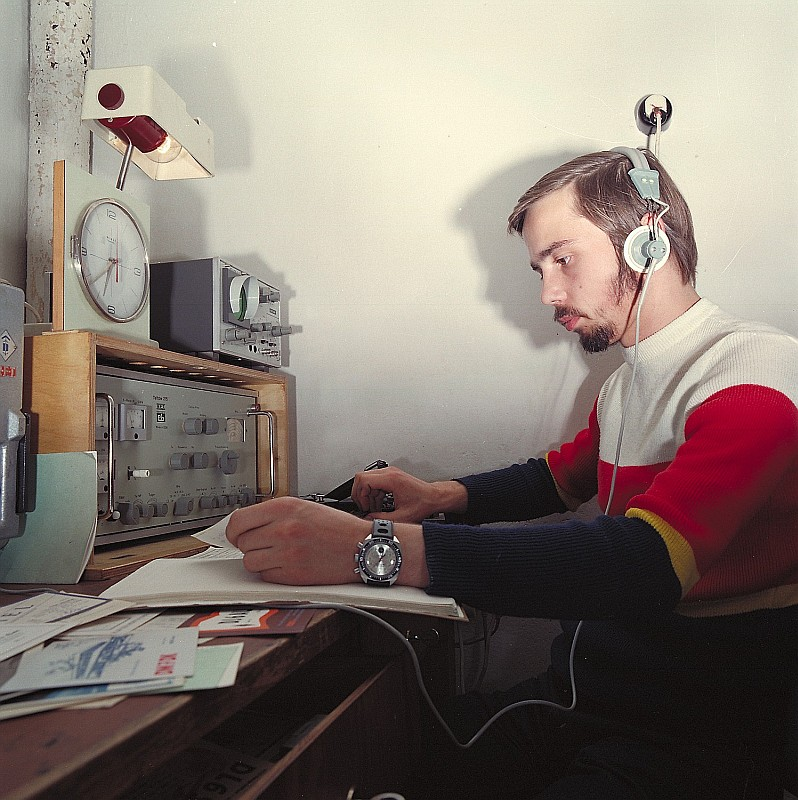
Funkamateur der ehemaligen Gesellschaft für Sport und Technik (GST) der DDR an einem Transceiver Teltow 215 (1978)

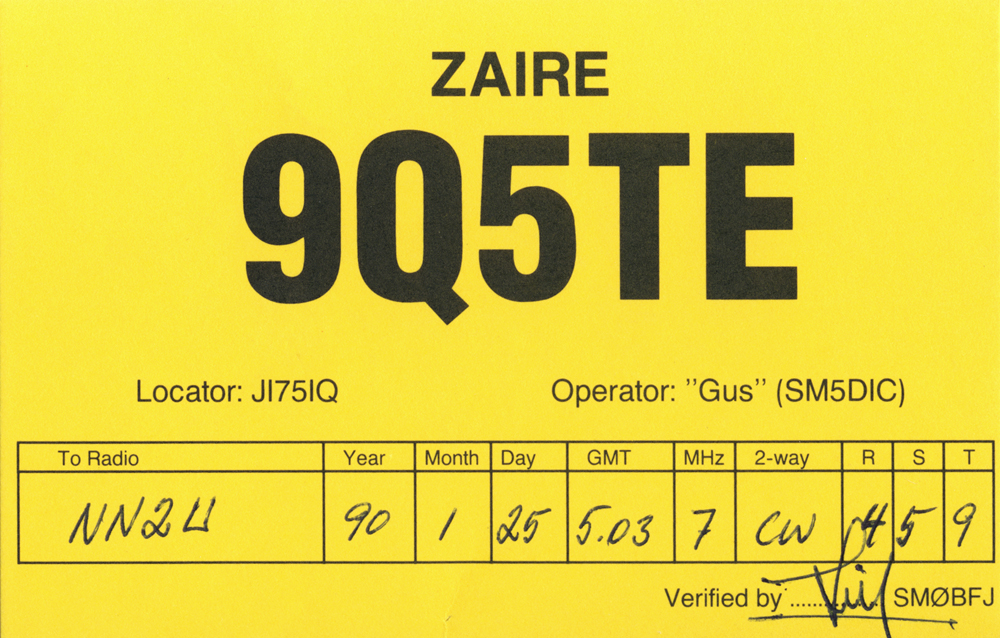
Bestätigung einer Fernverbindung in Morsetelegrafie auf dem 40-Meter-Band zwischen den USA und Zaire auf einer QSL-Karte

Im Amateurfunkdienst hat DX(-en) eine ähnliche Bedeutung und wird hier auch als eine Disziplin des Funksports aufgefasst. Für einige Funkamateure ist dabei auch der Erwerb von Amateurfunkdiplomen, wie beispielsweise des DX Century Club (DXCC), ein wichtiger Anreiz.
Funkverbindungen auf der Kurzwelle, die zwischen unterschiedlichen Kontinenten getätigt werden, gelten als DX. Eine andere Definition besagt, dass im Kurzwellenbereich Funkverbindungen ab 3000 km als DX-Verbindungen eingestuft werden. Im VHF-, UHF- und SHF-Bereich werden Funkverbindungen dann als DX bezeichnet, wenn sie über Entfernungen jenseits der quasioptischen Sicht hinaus stattfinden – zur Vereinfachung wird im 2-Meter-Band und im 70-Zentimeter-Band bei Entfernungen von mehr als 300 km von DX gesprochen.
DXpeditionen (als Fieldday, auf z. B. schwer zugänglichen Inseln, in Länder ohne einheimische Funkamateure oder in die Antarktis) ermöglichen DX-Verbindungen zu selten im Amateurfunk erreichbaren Gegenden. Funkamateure bestätigen einander oft DX-Verbindungen mit QSL-Karten, seit den 1990er Jahren hat aber daneben der Abgleich von Logbüchern über das Internet an Bedeutung gewonnen, wie Logbook of the World oder eQSL. Ferner ermöglichen im Internet öffentlich zugängliche Logbücher (Online-Logs), besonders von Stationen, die von vielen Amateuren angerufen werden, eine zusätzliche Möglichkeit der Überprüfung, ob Verbindungen geglückt sind.
In Deutschland finden sich die an DX-Verbindungen speziell interessierten Amateure in der German DX Foundation (GDXF). Die German DX Foundation wurde 1996 gegründet, um Kurzwellenexpeditionen in Gebiete, von denen aus kaum gefunkt wird, zu unterstützen.

## CB-Funk
DXen ist auch im CB-Funk möglich, aufgrund der Charakteristiken der Frequenzen um 27 MHz allerdings nur bei seltenen guten Ausbreitungsbedingungen.

## Rundfunk-DX

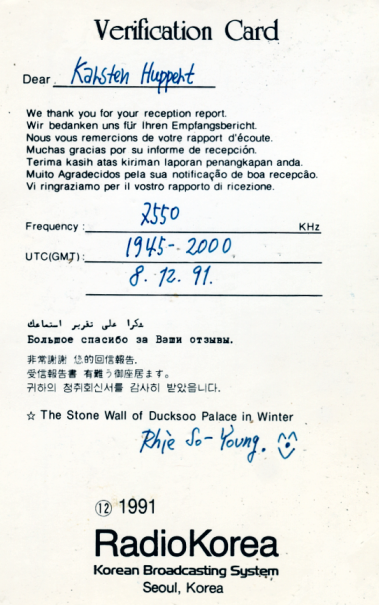
Bestätigung eines Empfangsberichts aus Deutschland durch Radio Korea (1991)

Der Empfang von amplitudenmodulierten Kurzwellensendern ist mit jedem normalen Radio möglich, das einen Empfangsteil für ein Kurzwellen-Frequenzband besitzt. Weltempfänger bieten besonders gute Voraussetzungen zum DXen, da sie mehrere Kurzwellenbänder empfangen können und zum Teil über Möglichkeiten zur Wiedergabe von Sendungen in weiteren Sendearten verfügen.
Der Kurzwellenempfang, sowohl von großen Auslandssendern als auch von weit entfernten lokalen Radiosendern, wird verbreitet als Hobby betrieben. Allein im deutschsprachigen Europa verzeichnen Kurzwellen-Hörerklubs mehr als 4000 Mitglieder, die sich oft auch mit Fernempfang in anderen Wellenbereichen, insbesondere dem Lang- und Mittelwellenbereich, befassen.
Es besteht die Möglichkeit, sich beispielsweise in der Assoziation Deutschsprachiger Kurzwellenhörer (ADDX) zu engagieren, oder in Nordamerika im National Radio Club (NRC), dessen Clubzeitschrift DX News (DXN), deutsch etwa „Fernempfangsnachrichten“, wertvolle Informationen zu aus aller Welt empfangbaren Rundfunksendern bietet.
Viele, die das DX-Hobby betreiben, senden per Briefpost oder e-mail Hörberichte an die Sender und lassen sich diese durch QSL-Karten bestätigen. Hörberichte nach SINPO-System waren in der Anfangszeit des Rundfunks auf Kurzwelle wichtige Rückmeldungen zur Qualität des Rundfunkssignals, bis größere Rundfunkstationen eigene Systeme zur Qualitätskontrolle geschaffen haben. Alle ARD-Anstalten und großen Auslandssender bestätigen korrekte mit QSL-Karten, ebenso manche Inlandssender und Nichtrundfunksender wie Zeitzeichendienste, jedoch stehen finanzielle Einschränkungen dem Versand zunehmend entgegen, weshalb meist ein Internationaler Antwortschein die Voraussetzung ist für eine Bestätigung. Auch ist die Zahl der aktiven Rundfunksender im Lang-, Mittel- und Kurzwellenbereich stark zurückgegangen.

### Beispiele
- UKW-Empfang spanischer Sender bei Überreichweiten in Mitteleuropa.
- Empfang entfernter NDBs im Langwellenbereich.
- Mittelwellenempfang europäischer Sender im südlichen Afrika.
- Empfang von Kurzwellenrundfunk aus aller Welt.
- Empfang des Morsesignals von SAQ am Alexanderson Day (Längstwelle: Sendefrequenz 17,2 kHz).

## Ausrichtung der Antennen und Distanz zur DX-Station

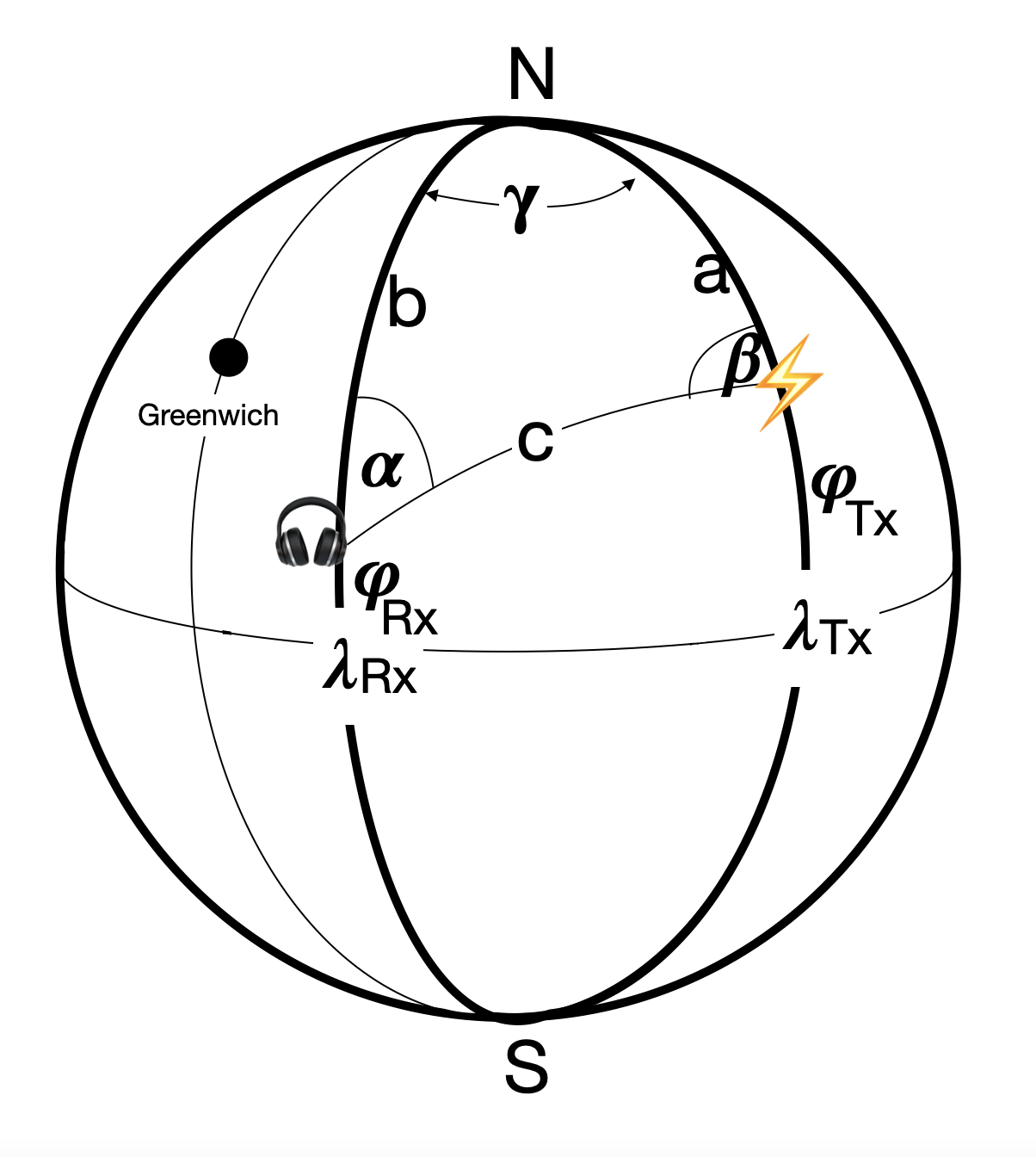
Das sphärische Dreieck zur Berechnung der Distanz zwischen dem Sender Tx und Empfänger Rx und zur Berechnung des Azimuts am Empfangsstandort

Radiowellen breiten sich über der Erdoberfläche auf Großkreisen aus. Betrachtet man eine flache Erdkarte, so glaubt man, die kürzeste Verbindung von Bern nach Auckland (Neuseeland) sei Richtung Südost. Betrachtet man die Situation auf einem Globus, so findet man, dass der kürzeste Weg von Bern nach Auckland in Bern in Richtung Nordosten zeigt. Bei der Verwendung einer Richtantenne muss diese, um einen in Auckland stehenden Sender in Bern optimal zu empfangen, in nordöstlicher Richtung ausgerichtet sein.
Die Distanz und das Azimut zu einem Sender lassen sich, wenn die Koordinaten des Senders (Tx) und des Empfängers (Rx) bekannt sind, wie folgt berechnen:
```

  

    

      

        

          

            
Distanzformel:

          

        

        

        
c

        
=

        
arccos

        
⁡

        

          
[

          

            
sin

            
⁡

            

              
φ

              

                
T

                
x

              

            

            
⋅

            
sin

            
⁡

            

              
φ

              

                
R

                
x

              

            

            
+

            
cos

            
⁡

            

              
φ

              

                
T

                
x

              

            

            
⋅

            
cos

            
⁡

            

              
φ

              

                
R

                
x

              

            

            
⋅

            
cos

            
⁡

            
(

            

              
λ

              

                
T

                
x

              

            

            
−

            

              
λ

              

                
R

                
x

              

            

            
)

          

          
]

        

      

    

    
{\displaystyle {\mbox{Distanzformel:}}\qquad c=\arccos \left[\sin \varphi _{Tx}\cdot \sin \varphi _{Rx}+\cos \varphi _{Tx}\cdot \cos \varphi _{Rx}\cdot \cos(\lambda _{Tx}-\lambda _{Rx})\right]}

  

  

    

      

        

          

            
Azimutformel:

          

        

        

        
α

        
=

        
arccos

        
⁡

        

          
[

          

            

              

                
sin

                
⁡

                

                  
φ

                  

                    
T

                    
x

                  

                

                
−

                
sin

                
⁡

                

                  
φ

                  

                    
R

                    
x

                  

                

                
⋅

                
cos

                
⁡

                
c

              

              

                
cos

                
⁡

                

                  
φ

                  

                    
R

                    
x

                  

                

                
⋅

                
sin

                
⁡

                
c

              

            

          

          
]

        

      

    

    
{\displaystyle {\mbox{Azimutformel:}}\qquad \alpha =\arccos \left[{\frac {\sin \varphi _{Tx}-\sin \varphi _{Rx}\cdot \cos c}{\cos \varphi _{Rx}\cdot \sin c}}\right]}

  

```

Hier sind {\displaystyle \varphi _{Rx}} und {\displaystyle \varphi _{Tx}} die geographischen Breiten des Empfängers und des Senders und {\displaystyle \lambda _{Rx}} und {\displaystyle \lambda _{Tx}} sind die geographischen Längen des Empfängers und Senders. In einem ersten Schritt berechnet man die Distanz {\displaystyle c}. {\displaystyle c} ist die Distanz zwischen Sender und Empfänger in Bogengraden. Jeder Bogengrad hat 60 Bogenminuten und jede Bogenminute entspricht auf der Erdoberfläche der Distanz einer Seemeile. Somit entspricht ein Bogengrad auf der Erdoberfläche der Distanz von 111,1 km. Die Distanz {\displaystyle d} zwischen dem Sender und Empfänger ist also:
{\displaystyle d\,\mathrm {[km]} =c\cdot 111.1\,\mathrm {km/Grad} }
In einem zweiten Schritt berechnet sich das Azimut {\displaystyle \alpha }.
Die Kosinusfunktion {\displaystyle \cos \alpha } führt in der Umkehrfunktion (Arkuskosinus) immer zu zwei Winkelwerten. In unserem Falle zu {\displaystyle +\alpha } und zu {\displaystyle -\alpha }.
- Liegt der Sender östlich des Empfängers, so wird das berechnete Azimut {\displaystyle \mathrm {Az} =+\alpha }
- Liegt der Sender westlich des Empfängers, so wird das berechnete Azimut (das normalerweise mit Werten von 0° bis 360° angegeben wird) {\displaystyle \mathrm {Az} =360^{\circ }-\alpha }.

Die hier aufgeführten Formeln sind im Artikel Azimut hergeleitet.

### Beispiel
Sie befinden sich mit dem Empfänger in Bern (Schweiz) und hören  einen Sender von Auckland (Neuseeland). Die Koordinaten von Bern und Auckland sind:
- Bern: 46°57′N 007°27′E  >>>  +46.95° und +007.45°
- Auckland: 36°51′S 174°45′E  >>>  -36.85° und +174.75°

Östliche Längen und nördliche Breiten sind  positiv einzugeben. Westliche Längen und südliche Breiten sind negativ einzugeben.
Diese Werte in die Distanzformel eingesetzt ergeben für die Distanz von Bern nach Auckland einen Distanzwinkel von {\displaystyle c=166{,}2^{\circ }}, was auf der Erdoberfläche einer Distanz von 9972 NM oder 18'468 km entspricht. Setzt man in einem zweiten Schritt die berechnete Distanz {\displaystyle c} zusammen mit den Breiten der beiden Orte in die Azimutformel ein, so erhält man ein Azimut von {\displaystyle \alpha =47{,}5^{\circ }}. Um eine Funkstation aus Auckland in Bern optimal zu hören, muss eine Antenne in die Richtung mit einem Azimut von {\displaystyle \alpha =47{,}5^{\circ }} gedreht werden. Um Auckland auf dem langen Wege, also über den Antipoden zu erreichen, muss die Antenne in die Gegenrichtung mit einem Azimut von {\displaystyle \alpha =227{,}5^{\circ }} gerichtet werden. Die Distanz auf dem langen Weg ist 21'532 km.